# Elecciones generales de Singapur de 1988
Las elecciones generales de Singapur de 1988 se celebraron el sábado 3 de septiembre del mencionado año para configurar el 7.º Parlamento, que ejercería sus funciones desde el 9 de enero de 1989 hasta, a más tardar, 1994. Se realizaron ocho meses antes de lo previsto después de que la legislatura anterior fuera disuelta por el presidente Wee Kim Wee por consejo del primer ministro Lee Kuan Yew el 17 de agosto, cuando su fecha de disolución original era el 25 de febrero de 1990. Fueron las novenas elecciones generales desde las instauración del sufragio universal en 1955 y las sextas desde la independencia del país asiático. La nominación de candidatos tuvo lugar el 24 de agosto, por lo que la campaña duró diez días. El 16 de septiembre, después de las elecciones, fueron designados dos Miembros del Parlamento No Circunscripcionales (NCMP) para los candidatos de la oposición derrotados con mejor desempeño electoral.
Estos comicios se consideraron un punto de inflexión en la historia electoral singapurense. Para empezar, fueron las últimas elecciones en las que Lee Kuan Yew, primer ministro y jefe de gobierno desde 1959, encabezó al oficialista y hegemónico Partido de Acción Popular (PAP). El sistema electoral, hasta entonces de escrutinio mayoritario uninominal, fue modificado con la introducción de las Circunscripciones de Representación Grupal (GRC) cuyo objetivo era ampliar la representación de las minorías raciales. Hubo 13 GRC en estos comicios, además de 41 distritos uninominales. El opositor Partido de los Trabajadores (WP), encabezado por J. B. Jeyaretnam, logró fortalecerse al absorber a otros dos partidos, el Frente Socialista (BS) y al Frente Unido de Singapur (SUF), lo que le permitió presentar la mayor cantidad de candidatos de su historia, con 32 postulantes (más de la mitad que en la anterior elección y solo 9 por debajo de una mayoría absoluta).
El PAP obtuvo nueve escaños sin oposición el día de la nominación luego de que no se presentaran candidatos opositores en tres GRC y dos SMC. Finalmente, en los comicios, el oficialismo retuvo con éxito su aplastante mayoría con 80 de los 81 escaños en disputa. Sin embargo, experimentó una segunda caída en términos de voto popular, con un 63,17% de los sufragios. El Partido de los Trabajadores (WP) fracasó en obtener escaños electos, pero en contraste recibió el mayor voto popular nacional de toda su historia con un 16,72%, el más alto para un partido opositor desde la independencia, y estuvo a escasos votos de triunfar en la circunscripción grupal de Eunos, resultado que le permitiría acceder a la representación parlamentaria no circunscripcional. Se trató de la última instancia, hasta la fecha, en la que el WP no ha obtenido al menos un escaño parlamentario electo, si bien no se vio fuera del legislativo. El Partido Demócrata de Singapur (SDP), dirigido por Chiam See Tong, logró retener el escaño de Potong Pasir en manos de su líder y lograr un 11,80% de los votos a nivel nacional. En cuarto lugar se ubicó el Partido de al Solidaridad Nacional (NSP), de reciente fundación, con un 3,76%. Los demás partidos y candidatos independientes obtuvieron resultados marginales. La participación fue del 94,70% del electorado registrado en circunscripciones disputadas. Cinco candidatos perdieron su depósito al recibir menos del 12,50% de los votos.
Lee Kuan Yew dimitió como primer ministro en noviembre de 1990, anunciando su intención de que el liderazgo del PAP se renovara y diera paso a una nueva generación de líderes. Fue sucedido por Goh Chok Tong, vice primer ministro y parlamentario por la GRC de Marine Parade. Goh convocó a comicios anticipados en 1991, con la intención de consolidar su mandato personal, convirtiendo al Parlamento electo en 1988 en la legislatura de menor duración de la historia del país.

## Convocatoria y sistema electoral
De acuerdo con el Artículo 65, Capítulo 4 de la Constitución singapurense, el período máximo para un Parlamento en funciones es de cinco años a partir de la fecha de su primera sesión después de unas elecciones generales, después de lo cual el legislativo quedará disuelto y se convocarán a nuevos comicios automáticamente. Sin embargo, el presidente de la República, por consejo del primer ministro, puede disolver el Parlamento y convocar a elecciones en cualquier momento antes se cumpla el plazo. Los comicios deben realizarse dentro de los tres meses posteriores a la disolución del Parlamento anterior. Los comicios son organizados por el Departamento de Elecciones (ELD), organismo dependiente de la Oficina del Primer Ministro.
El Parlamento que surgiría de los comicios de 1988 estaría compuesto por 81 escaños directamente elegidos. Cuarenta y uno de estos serían elegidos en circunscripciones uninominales (en inglés: Single Member Constituencies o SMC), mientras que los otros cuarenta serían elegidos en circunscripciones de representación grupal (Group Representation Constituencies o GRC), que fueron introducidas en estos comicios por primera vez. Las SMC son representadas por un solo parlamentario cada una, elegido por simple mayoría de votos. Las GRC, por su parte, serían representadas por tres parlamentarios elegidos por medio de voto en bloque, al menos uno de los cuales debe pertenecer a las comunidades minoritarias malaya, india u otra. Las personas que deseen presentar candidaturas en una GRC deben ser miembros de un partido político o configurar una candidatura grupal independiente. El voto es obligatorio y la edad mínima para votar es de veintiún años.
La fecha de disolución constitucional obligatoria del parlamento elegido en 1984 era el 25 de febrero de 1990, por lo que la jornada electoral podría haberse atrasado hasta el 25 de mayo de 1990. Sin embargo, el 17 de agosto de 1988, el presidente Wee Kim Wee disolvió el legislativo por consejo del primer ministro Lee Kuan Yew, con la nominación de candidatos fijada para el 24 de agosto.

## Cronograma
| Fecha                          | Evento                                                                  |
| ------------------------------ | ----------------------------------------------------------------------- |
| 14 de junio                    | Publicación del Informe de Límites Electorales                          |
| 17 de agosto                   | Disolución del 6.º Parlamento, se emite convocatoria electoral          |
| 24 de agosto                   | Día de la Nominación                                                    |
| 25 de agosto - 2 de septiembre | Período de campaña                                                      |
| 3 de septiembre                | Jornada electoral                                                       |
| 16 de septiembre               | Asignación de los Miembros del Parlamento No Circunscripcionales (NCMP) |
| 9 de enero de 1989             | Apertura de sesiones del 7.º Parlamento                                 |

## Partidos políticos contendientes
| Partido | Partido                                         | Líder            | Fundación | Escaños (1984) |
| ------- | ----------------------------------------------- | ---------------- | --------- | -------------- |
|         | Partido de Acción Popular (PAP)                 | Lee Kuan Yew     | 1954      | 77/80          |
|         | Partido de los Trabajadores (WP)                | J. B. Jeyaretnam | 1957      | 2/80           |
|         | Partido Demócrata de Singapur (SDP)             | Chiam See Tong   | 1980      | 1/80           |
|         | Partido de la Solidaridad Nacional (NSP)        | Kum Teng Hock    | 1987      |                |
|         | Frente Popular Unido (UPF)                      | Harbans Singh    | 1975      |                |
|         | Partido de la Justicia de Singapur (JPS)        | Theng Chin Eng   | 1972      |                |
|         | Organización Nacional Malaya de Singapur (PKMS) | Ibrahim Ariff    | 1972      |                |
|         | Movimiento Islámico de Singapur (AI)            | Mohamed Sani Jan | 1972      |                |

## Novedades

### Circunscripciones de Representación Grupal
El aspecto más destacable de las elecciones de 1988 fue que inauguraron el recientemente introducido sistema de circunscripciones de representación grupal (Group Representation Constituencies o GRC). Desde la instauración del sufragio universal en 1955, Singapur había tenido un sistema de escrutinio mayoritario uninominal ordinario, propio de los países con un sistema de gobierno parlamentario basado en el modelo Westminster del Reino Unido. El territorio nacional se encontraba dividido en circunscripciones de un solo miembro (Single Member Constituencies o SMC) en las cuales el candidato más votado resultaba electo miembro del parlamento.
Desde los comienzos de Singapur como estado independiente, se habían realizado numerosas discusiones sobre como garantizar la representación de las minorías étnicas del país en el Parlamento. Alrededor de tres cuartos de la población singapurense estaba compuesta por chinos étnicos, mientras que el cuarto restante consistía en grupos malayos, indios y otros. Durante la Comisión Constitucional de 1966, se habían barajado tres propuestas para garantizar su presencia parlamentaria permanente. La primera era la conformación de un comité de representantes minoritarios que elegiría a tres personas entre sus integrantes para asumir como miembros del Parlamento. Sin embargo, esta propuesta fue rechazada bajo el argumento de que podía diluir el poder del Parlamento electo y a su vez resultar regresiva o limitante para las aspiraciones políticas de los grupos minoritarios. La segunda propuesta, que incluía un reemplazo del sistema uninominal por uno de representación proporcional, fue a su vez rechazada, considerando que podía acentuar la disputa política en torno a las líneas raciales y disolvería el ideal de una integración nacional singapurense. La tercera fue la posible instauración de una cámara alta o Senado totalmente designado, que incluyera la representación de las minorías, mientras la cámara baja permanecería como organismo elegido directamente. La misma fue rechazada por motivos similares a los de la primera, bajo la noción de que los representantes nacionales debían alcanzar sus escaños por medio de las elecciones.
A mediados de la década de 1980, Lee Kuan Yew expresó nuevamente su preocupación por la cuestión racial en la representación parlamentaria, volviendo a aflorar el debate sobre el tema. Goh Chok Tong, vice primer ministro y ministro de Defensa, declaró en julio de 1982 que él y Lee estaban discutiendo la necesidad de garantizar la naturaleza multiarracial del Parlamento. Originalmente, Lee propuso que las circunscripciones electorales fueran representadas por dos miembros (proyecto que fue denominado «sistema de circunscripciones gemelas»). Bajo este sistema, los candidatos se presentarían como una fórmula compuesta por un candidato chino y otro perteneciente a un grupo minoritario. Los parlamentarios malayos del PAP anunciaron su rechazo a la idea, argumentando que eso representaría una pérdida de respeto para los políticos de etnia no china, considerando que implicaría la noción de que no habían obtenido sus escaños por méritos propios. Finalmente, se propuso el esquema de las GRC como alternativa para la representación de las minorías. Bajo este nuevo sistema, a las circunscripciones uninominales se sumarían las nuevas circunscripciones grupales, representadas por entre tres y seis miembros elegidos mediante un sistema de lista completa. Los partidos políticos o grupos independientes presentarían una lista de candidatos, en las cuales debían incluir un cierto número de integrantes de las minorías étnicas de acuerdo a la población del distrito en cuestión. La lista más votada obtendría la totalidad de los escaños disputados, independientemente de la cantidad de votos obtenida. Las trece GRC utilizadas en las elecciones de 1988 tuvieron solo 3 escaños cada una.
El nuevo sistema fue criticado por la oposición, aduciendo que reducía sus posibilidades de crecimiento electoral dada la dificultad para presentar candidaturas y encontrar postulantes entre los grupos minoritarios. También se criticó que el concepto del GRC afianzaría el racialismo en la política singapurense y se puso en duda su necesidad, argumentando que los candidatos minoritarios del PAP no solo habían ganado hasta entonces las elecciones sino que los únicos candidatos derrotados en las elecciones de 1984 fueron chinos, uno de ellos ante un candidato minoritario (el Secretario General del WP J. B. Jeyaretnam).

### Miembros del Parlamento No Circunscripcionales
Las anteriores elecciones habían introducido por primera vez el concepto de Miembro del Parlamento No Circunscripcional (NCMP), otra novedad implementada en el sistema político de Singapur. Dada la falta de victorias de la oposición en las anteriores cuatro elecciones (1968, 1972, 1976, 1980) con el PAP ganando todos los escaños, y la sola victoria del Secretario General del WP, Jeyaretnam, en la elección parcial para la circunscripción de Anson de 1981, lo que implicaba una clara ausencia de debate en el Parlamento, la reforma de los NCMP incluía una representación mínima de tres escaños para los partidos opositores. Bajo este esquema, los candidatos de los partidos opositores que hubieran sido derrotados por menor margen podían asumir como Miembros del Parlamento No Circunscripcionales, con derecho a voz y voto pero sometido a ciertas limitaciones. Dado que su propósito era garantizar que hubiera una representación mínima de la oposición parlamentaria, no se designarían NCMP si había más de tres parlamentarios debidamente electos de la oposición. En las elecciones de 1984, el WP y el SDP obtuvieron un escaño cada uno, dejando vacante un puesto como NCMP, que fue ofrecido en primer lugar a Madai Puthan Damodaran Nair candidato del WP en la circunscripción de Jalan Kayu que había recibido el 48,78% de los votos. Sin embargo, los partidos opositores habían rechazado este esquema y lo boicotearon, por lo que Nair rechazó el escaño. Un segundo ofrecimiento a Tan Chee Kien, del Frente Unido de Singapur (SUF), fue también rechazado y no se realizaron más ofertas. Debido al fracaso del esquema en 1984, las elecciones de 1988 serían las primeras en las que los candidatos opositores aceptarían sus escaños como NCMP.

### Divisiones electorales
Las elecciones de 1988 fueron las primeras en la historia de Singapur en introducir el esquema de Circunscripción de Representación del Grupo (GRC), que se formó con una serie de tres circunscripciones/divisiones (las elecciones posteriores vieron un crecimiento de hasta seis) con al menos un miembro representando a las minorías étnicas para garantizar su presencia en el Parlamento. Debido a esto, la creación de las GRC implicaba la absorción de numerosas circunscripciones de un solo miembro (SMC) para crear distritos más grandes. Asimismo, otras SMC se formaron o absorbieron a las circunscripciones vecinas debido al desarrollo y el electorado, que se muestran en la tabla a continuación:
| Circunscripción                                         | Cambios |
| Formación de Circunscripciones de Representación Grupal | Formación de Circunscripciones de Representación Grupal |
| ------------------------------------------------------- | --- |
| Aljunied GRC                                            | Formado por las SMC de Aljunied, Kampong Kembangan y Kampong Ubi. |
| Bedok GRC                                               | Formado por las SMC de Bedok, Kampong Chai Chee y Tanah Merah. |
| Brickworks GRC                                          | Formado por las SMC de Alexandra, Brickworks y Queenstown. |
| Cheng San GRC                                           | Formado por las SMC de Cheng San, Chong Boon y Jalan Kayu. |
| Eunos GRC                                               | Formado por las SMC de Eunos, Kaki Bukit y una parte de la SMC de Tampines (the latter was renamed to Tampines North).                                                       |
| Hong Kah GRC                                            | Formado por las SMC de Bukit Batok (Hong Kah North), Hong Kah (Hong Kah Central) y Yuhua SMCs (Hong Kah South).                                                              |
| Jalan Besar GRC                                         | Formado por las SMC de Geylang West, Jalan Besar y Kolam Ayer. |
| Marine Parade GRC                                       | Formado por las SMC de Geylang Serai, Joo Chiat y Marine Parade. |
| Pasir Panjang GRC                                       | Formado por las SMC de Clementi, Pasir Panjang y West Coast. |
| Sembawang GRC                                           | Formado por partes de las SMC de Nee Soon (Chong Pang y Nee Soon East) y la mayoría de la SMC de Sembawang Nee Soon Central y Nee Soon South se convirtieron en una sola SMC |
| Tampines GRC                                            | Formado por la SMC de Changkat y Tampines (esta última se dividió en Tampines Changkat, Tampines East y Tampines West)                                                       |
| Tiong Bahru GRC                                         | Formado por las SMC de Delta, Henderson, Tiong Bahru y Radin Mas; Delta fue absorbida por la circunscripción de Tiong Bahru.                                                 |
| Toa Payoh GRC                                           | Formado por las SMC de Boon Teck, Khe Bong, Kuo Chuan y Toa Payoh; Khe Bong fue absorbido por la circunscripción de Boon Teck.                                               |
| Nuevas circunscripciones uninominales                   | |
| Bukit Gombak SMC                                        | Separada de Bukit Batok SMC. |
| Hougang SMC                                             | Separada de Punggol SMC. |
| Nee Soon Central SMC Nee Soon East SMC                  | Separadas de Nee Soon SMC. |
| Circunscripciones uninominales disueltas                | |
| Anson SMC                                               | Absorbida por Tanjong Pagar SMC |
| Bo Wen SMC                                              | Absorbida por Ang Mo Kio SMC. |
| River Valley SMC                                        | Absorbida por Cairnhill SMC. |
| Rochore SMC                                             | Absorbida por Kampong Glam SMC. |
| Telok Ayer SMC                                          | Absorbida por Kreta Ayer SMC. |

## Desarrollos políticos

### Partido de Acción Popular

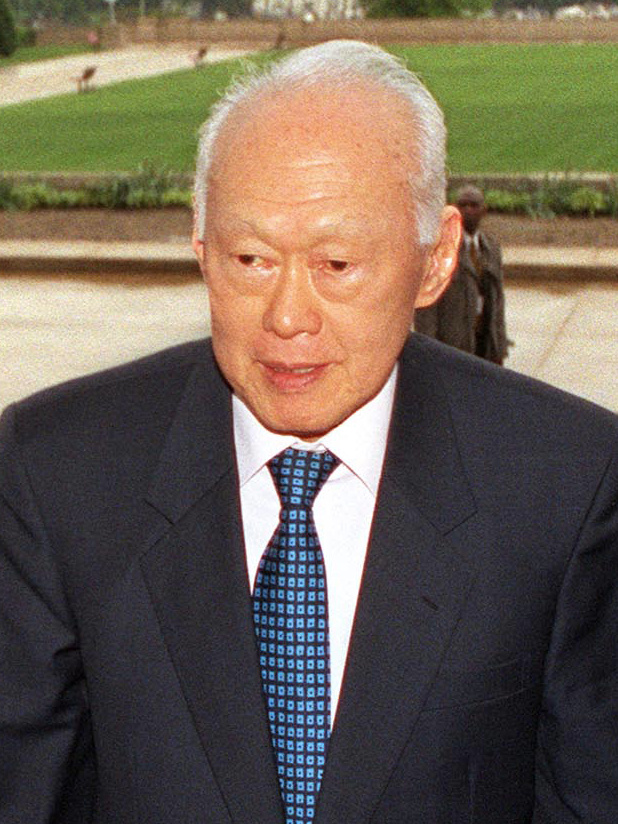
Estas fueron las últimas elecciones en las que Lee Kuan Yew, en el poder desde 1959, encabezó al PAP.

El Partido de Acción Popular (PAP), gobernante Singapur como partido hegemónico desde 1959 y encabezado desde su fundación en 1954 por el entonces primer ministro Lee Kuan Yew, había sufrido una serie de pequeños reveses tras el retorno de la oposición al Parlamento en una elección parcial en 1981, luego de quince años sin la presencia de parlamentarios ajenos al PAP, y las elecciones generales de 1984. Dichos comicios registraron una caída de 12,90% en el voto popular absoluto al PAP, una de las mayores de su historia, y la primera instancia desde la independencia en la que el partido no recibió más de dos tercios de los votos válidamente emitidos. Los motivos para la repentina pérdida de apoyo radicaron mayormente en la impopularidad de una campaña de control poblacional propuesta por Lee (conocida como «Stop at Two» o «Detenerse en Dos») que buscaba desalentar a las parejas casadas de tener más de dos hijos bajo la forma de una reducción en las posibilidades educativas o laborales para un tercer o cuarto hijo, y una serie de bonificaciones de educación y vivienda para las mujeres graduadas que formaran una familia. La debacle electoral motivó al gobierno a eliminar las bonificaciones, y la campaña de planificación poblacional sería revertida en la década de 1990 luego de que se registrara un colapso en la tasa de natalidad nacional, dando de hecho un giro total hacia su reemplazo por un proyecto de «bonificación por bebé».
El exviceprimer ministro Toh Chin Chye y el ministro sénior S. Rajaratnam anunciaron su retiro poco antes de los comicios. A su vez, se declaró una vacante parlamentaria luego de que Teh Cheang Wan, miembro del Parlamento por la circunscripción de Geylang West en representación del PAP y ministro de Desarrollo Nacional desde 1979, se suicidara el 14 de diciembre de 1986 luego de que comenzara una investigación en su contra por aceptar sobornos el mes anterior. Pese a esta vacante, no se realizaron elecciones parciales para cubrir el escaño parlamentario de Teh.
El 21 de mayo y el 20 de junio de 1987, año previo a los comicios, tuvo lugar un procedimiento de seguridad interna conocido como «Operación Spectrum» que consistió en la detención sin juicio de numerosos dirigentes de partidos opositores. El total de detenidos fue de veintidós. La justificación dada por el gobierno a estos eventos fue que los implicados, en su mayoría dirigentes del WP, estaban coludidos con la Iglesia Católica en la construcción de una «conspiración marxista». La veracidad de estas acusaciones sería sostenida en el tiempo por Lee hasta su muerte y cuestionada históricamente por la oposición, con historiadores calificándola de «mito» o «fantasías». En una entrevista décadas más tarde, el ministro de Estado Superior, Tharman Shanmugaratnam, declaró que, aunque los detenidos eran militantes sociales, no consideraba que hubieran tenido intenciones reales de «subvertir el sistema». Francis Seow, abogado de varios de los detenidos, fue candidato del WP en estas elecciones.
Ante la creciente necesidad de una renovación en el liderazgo del PAP, estos fueron los últimos comicios generales en los que Lee encabezó el partido. Renunciaría finalmente como primer ministro en noviembre de 1990 y como Secretario General en 1992 para dar paso a una nueva generación de líderes, asumiendo el vice primer ministro Goh Chok Tong en su lugar.

### Partido de los Trabajadores

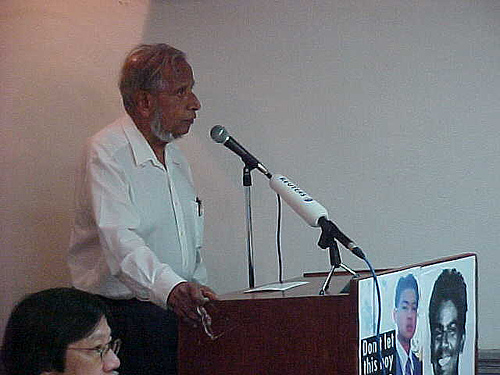
Debido a un fallo judicial adverso, el líder del WP, J. B. Jeyaretnam, no pudo postularse como candidato.

Tras su victoria en las elecciones parciales de Anson de 1981, con su Secretario General Joshua Benjamin Jeyaretnam como candidatos, el WP se había convertido en el primer partido opositor representado en el Parlamento desde el boicot del Frente Socialista o Barisan Sosialis (BS) en 1966. Este triunfo otorgó mucha visibilidad al partido, si bien ya había sido la segunda formación con mayor cantidad de votos absolutos en todas las elecciones desde 1968, pasando a ser formalmente el principal partido de la oposición.
Jeyaretnam fue reelegido por amplio margen en 1984 en su circunscripción y continuó ejerciendo como líder de la Oposición en el legislativo junto a Chiam See Tong, del SDP. Sin embargo, en 1986, fue acusado de contabilizar falsamente los fondos del partido y sometido a juicio. Declarado inocente en primera instancia, la fiscalía apeló y consiguió que fuera declarado culpable de todos los cargos y descalificado como miembro del parlamento. Sin que se realizaran comicios complementarios para suplantar a Jeyaretnam, la circunscripción de Anson fue abolida antes de las elecciones, lo que fue criticado por la oposición como un acto de manipulación distrital. Si bien permaneció como Secretario General del WP, Jeyaretnam fue inhabilitado para presentarse a elecciones hasta 1991.
En mayo de 1988, poco antes de los comicios, el WP negoció exitosamente la absorción a sus filas del debilitado Frente Socialista (BS), así como del Frente Unido de Singapur (SUF), el cual había superado el 10% de los votos en las anteriores elecciones. De este modo, la principal formación opositora concurrió fortalecida a los comicios y pudo presentar grupos y candidatos en hasta veinte circunscripciones, que representaron hasta treinta y dos postulantes, solo nueve por debajo de la mayoría absoluta, la mayor cantidad de escaños disputados por un partido fuera del PAP desde las elecciones de 1972, así como la mayor cantidad de candidatos presentada por el WP en toda su historia electoral. Debido a su inhabilitación, Jeyaretnam no se presentó, aunque participaría activamente en la campaña electoral.

### Partido Demócrata de Singapur
El SDP, encabezado por Chiam See Tong, había logrado acceder al liderazgo de la oposición parlamentaria luego de la destitución de Jeyaretnam. Chiam era el único parlamentario opositor que permanecía en el cargo al momento de disolverse el Parlamento elegido en 1984. Con una plataforma centrista y liberal, el partido concurrió también fortalecido a las elecciones, presentando dieciséis circunscripciones, quince uninominales y una de representación grupal.

### Otras formaciones políticas
Además del PAP, el WP y el SDP, cinco partidos políticos presentaron candidaturas, así como cuatro candidatos independientes. El Partido de la Solidaridad Nacional (NSP), fundado en 1987 por Kum Teng Hock, se presentó en seis circunscripciones. El Frente Popular Unido (UPF) presentó candidatos en tres circunscripciones, dos uninominales y una grupal. La Organización Nacional Malaya de Singapur (PKMS) concurrió en alianza con el Partido de los Trabajadores y presentó cuatro candidatos uninominales. El Partido de la Justicia de Singapur (JPS) presentó una lista grupal en la GRC de Marine Parade, y el Movimiento Islámico de Singapur (AI) postuló a su líder Mohamed Sani Jan en la SMC de Kampong Glam.
Con 70 de los 81 escaños disputados, se trató de uno de los mayores desafíos electorales para el PAP desde la independencia. Numerosos distritos que habían sido incontestados desde 1968 fueron efectivamente disputados por primera vez. El propio Lee Kuan Yew debió enfrentar una contienda en su circunscripción en Tanjong Pagar, la última vez que compitió como candidato en una SMC (que se convertiría en una GRC más grande a partir de las siguientes elecciones), y la última vez hasta su muerte en 2015 en la que el distrito que representó fue efectivamente disputado.

## Resultados

### Resultado general
|  | 63.17 % |

|  | 63.17 % |

|  | 16.72 % |

|  | 39.44 % |

|  | 11.80 % |

|  | 41.67 % |

|  | 3.76 % |

|  | 34.61 % |

|  | 1.29 % |

|  | 17.98 % |

|  | 1.09 % |

|  | 26.19 % |

|  | 1.01 % |

|  | 16.56 % |

|  | 0.02 % |

|  | 1.51 % |

|  | 1.15 % |

|  | 22.04 % |

|  | 97.77 % |

|  | 2.23 % |

|  | 100.00 % |

|  | 94.70 % |

|  | 86.87 % |

|  | 13.13 % |

|  | 100.00 % |

### Resultado por circunscripción
|  | 65.49 % |

|  | 34.51 % |

|  | 97.05 % |

|  | 2.95 % |

|  | 69.55 % |

|  | 30.45 % |

|  | 98.03 % |

|  | 1.97 % |

|  | 71.97 % |

|  | 28.03 % |

|  | 97.18 % |

|  | 2.82 % |

|  | 58.80 % |

|  | 41.20 % |

|  | 98.38 % |

|  | 1.62 % |

|  | 55.94 % |

|  | 44.06 % |

|  | 98.37 % |

|  | 1.63 % |

|  | 53.46 % |

|  | 46.54 % |

|  | 98.34 % |

|  | 1.66 % |

|  | 69.78 % |

|  | 30.22 % |

|  | 98.32 % |

|  | 1.68 % |

|  | 57.28 % |

|  | 30.86 % |

|  | 11.86 % |

|  | 98.16 % |

|  | 1.84 % |

|  | 61.76 % |

|  | 35.11 % |

|  | 3.13 % |

|  | 98.75 % |

|  | 1.25 % |

|  | 63.98 % |

|  | 36.02 % |

|  | 98.04 % |

|  | 1.96 % |

|  | 59.37 % |

|  | 40.63 % |

|  | 97.61 % |

|  | 2.39 % |

|  | 59.28 % |

|  | 40.72 % |

|  | 97.76 % |

|  | 2.24 % |

|  | 57.92 % |

|  | 42.08 % |

|  | 97.91 % |

|  | 2.09 % |

|  | 58.96 % |

|  | 41.04 % |

|  | 97.37 % |

|  | 2.63 % |

|  | 75.17 % |

|  | 24.83 % |

|  | 97.80 % |

|  | 2.20 % |

|  | 66.13 % |

|  | 33.87 % |

|  | 97.80 % |

|  | 2.20 % |

|  | 67.32 % |

|  | 31.87 % |

|  | 1.51 % |

|  | 98.13 % |

|  | 1.87 % |

|  | 75.36 % |

|  | 24.64 % |

|  | 97.37 % |

|  | 2.63 % |

|  | 73.00 % |

|  | 27.00 % |

|  | 97.79 % |

|  | 2.21 % |

|  | 66.90 % |

|  | 33.10 % |

|  | 97.72 % |

|  | 2.28 % |

|  | 70.50 % |

|  | 29.50 % |

|  | 97.88 % |

|  | 2.12 % |

|  | 64.96 % |

|  | 35.04 % |

|  | 98.10 % |

|  | 1.90 % |

|  | 65.98 % |

|  | 34.02 % |

|  | 97.81 % |

|  | 2.19 % |

|  | 66.08 % |

|  | 33.92 % |

|  | 97.21 % |

|  | 1.79 % |

|  | 78.15 % |

|  | 21.85 % |

|  | 96.20 % |

|  | 3.80 % |

|  | 57.61 % |

|  | 38.46 % |

|  | 3.93 % |

|  | 98.24 % |

|  | 1.76 % |

|  | 64.88 % |

|  | 30.73 % |

|  | 4.39 % |

|  | 97.92 % |

|  | 2.08 % |

|  | 52.36 % |

|  | 47.64 % |

|  | 98.45 % |

|  | 1.55 % |

|  | 63.13 % |

|  | 36.87 % |

|  | 98.75 % |

|  | 1.25 % |

|  | 59.85 % |

|  | 40.15 % |

|  | 97.61 % |

|  | 2.39 % |

|  | 74.17 % |

|  | 25.83 % |

|  | 96.30 % |

|  | 3.70 % |

|  | 73.73 % |

|  | 26.27 % |

|  | 97.60 % |

|  | 2.40 % |

|  | 81.60 % |

|  | 18.40 % |

|  | 97.31 % |

|  | 2.69 % |

|  | 79.13 % |

|  | 20.87 % |

|  | 97.30 % |

|  | 2.70 % |

|  | 64.21 % |

|  | 35.79 % |

|  | 98.01 % |

|  | 1.99 % |

|  | 67.01 % |

|  | 32.99 % |

|  | 97.68 % |

|  | 2.32 % |

|  | 69.07 % |

|  | 30.93 % |

|  | 97.62 % |

|  | 2.38 % |

|  | 59.47 % |

|  | 40.53 % |

|  | 98.50 % |

|  | 1.50 % |

|  | 73.67 % |

|  | 26.33 % |

|  | 97.08 % |

|  | 2.92 % |

|  | 62.96 % |

|  | 37.04 % |

|  | 98.10 % |

|  | 2.90 % |

|  | 56.33 % |

|  | 43.67 % |

|  | 98.06 % |

|  | 1.94 % |

|  | 54.92 % |

|  | 45.08 % |

|  | 98.05 % |

|  | 1.95 % |

|  | 67.43 % |

|  | 32.57 % |

|  | 98.25 % |

|  | 1.75 % |

|  | 50.89 % |

|  | 49.11 % |

|  | 98.16 % |

|  | 1.84 % |

|  | 62.68 % |

|  | 37.32 % |

|  | 97.55 % |

|  | 2.45 % |

|  | 73.81 % |

|  | 26.19 % |

|  | 96.87 % |

|  | 3.13 % |

|  | 61.57 % |

|  | 38.43 % |

|  | 98.32 % |

|  | 1.68 % |

|  | 70.08 % |

|  | 29.92 % |

|  | 96.26 % |

|  | 3.74 % |

|  | 61.00 % |

|  | 39.00 % |

|  | 97.13 % |

|  | 2.87 % |

|  | 57.84 % |

|  | 42.16 % |

|  | 98.56 % |

|  | 1.44 % |